# Estação Saint-Sulpice
Saint-Sulpice é uma estação da linha 4 do Metrô de Paris, localizada no 6.º arrondissement de Paris.

## Situação
A estação está situada na rue de Rennes no cruzamento com a rue du Vieux-Colombier.

## História
A estação foi aberta em 9 de janeiro de 1910.

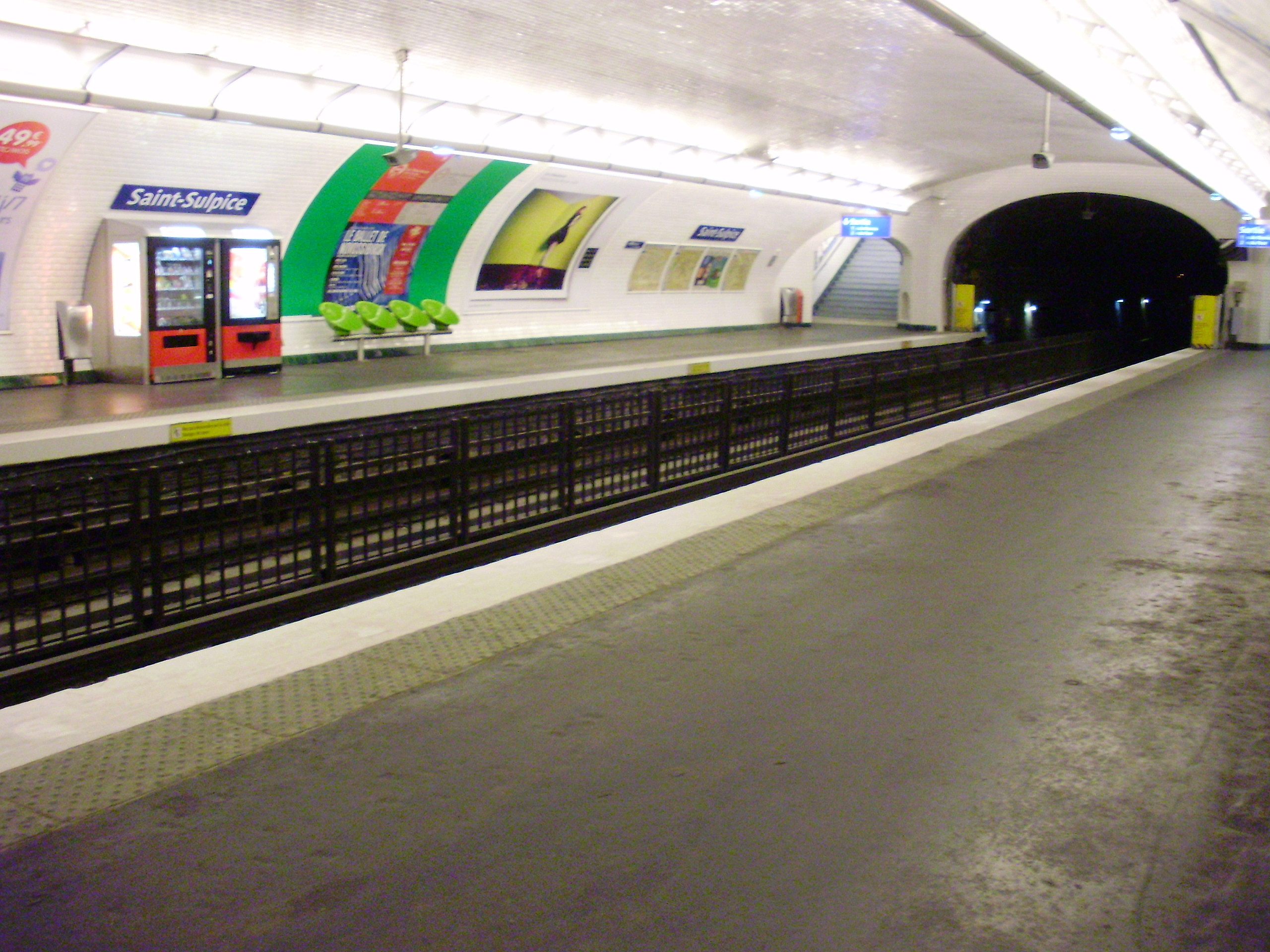
Plataformas da estação, vistas em direção a Porte de Clignancourt.

Seu nome vem de rue Saint-Sulpice. Ela se situa no bairro atual de Saint-Germain-des-Prés. Ela passa ao norte da Igreja de Saint-Sulpice de Paris, dedicada a Sulpício o Piedoso (576 - 647), bispo de Bourges de 621 a 624 e capelão de Clotário II; a igreja atual substitui uma primeira igreja de 1211, que se tornou muito pequena. Iniciada por Gamard em 1646, sua construção foi longa e episódica e durou até 1788.
Na primavera de 2010, a estação foi renovada como parte da operação "Un métro + beau".
Em 2011, 2 432 022 passageiros entraram nesta estação. Ela viu entrar 2 551 607 passageiros em 2013, o que a coloca na 216ª posição das estações de metrô por sua frequência em 302.

## Serviços aos passageiros

### Acessos
A estação tem três acessos:

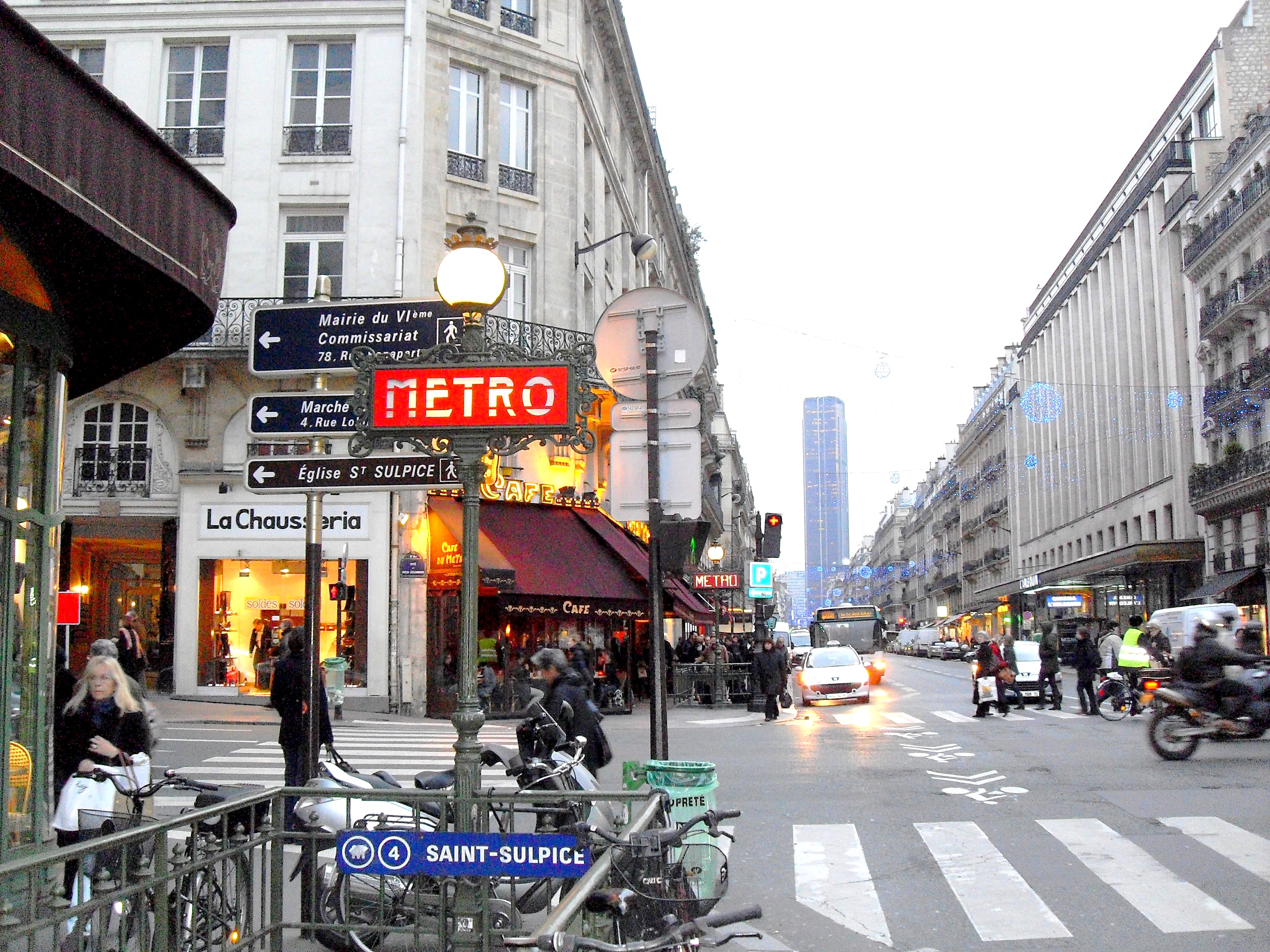
Rue de Rennes, com ao fundo a Torre Montparnasse.

- Acesso: rue de Rennes, lado rue du Four em frente ao 65, rue de Rennes
- Acesso: em frente ao 69, rue de Rennes
- Acesso: rue de Rennes, lado rue de Mézières escada mecânica

As duas entradas localizadas na rue de Rennes em uma parte e em outra da rue du Vieux-Colombier são ornadas com um candelabro Val d'Osne.

### Intermodalidade
A estação é servida pelas linhas 39, 63, 70, 84, 87, 95 e 96 da rede de ônibus RATP e, à noite, pelas linhas N01, N02, N12 e N13 da rede Noctilien.

## Pontos turísticos
- Igreja de São Sulpício
- Prefeitura do 6.º arrondissement
- Palácio do Luxemburgo
- Quartier Saint-Germain-des-Prés
- Institut de management et de communication interculturels